# Chaconne cung Sol thứ
Chaconne cung Sol thứ là một tác phẩm sáng tác trong thời kỳ Baroque dành cho vĩ cầm và continuo, thường được cho là của nhà soạn nhạc người Ý Tomaso Antonio Vitali. Một bản thảo ghi chép lại vào đầu thế kỷ 18 tại Dresden có thể là phiên bản lâu đời nhất của tác phẩm, nhưng bản thảo đó đã không được xuất bản cho đến năm 1867 khi Ferdinand David biên soạn lại cho vĩ cầm và dương cầm. Nguồn gốc của tác phẩm vẫn là chủ đề thường xuyên bị đưa ra tranh luận, trong đó một số nhà nghiên cứu âm nhạc đưa ra giả thuyết rằng tác phẩm là một trò lừa bịp âm nhạc do David sáng tác chứ không phải Vitali. Léopold Charlier cũng đã thực hiện những thay đổi đáng kể đối với bản chaconne này vào đầu thế kỷ 20 và biến bản chaconne trở thành một tác phẩm trình diễn theo phong cách lãng mạn. Tác phẩm được biên soạn lại bởi nhiều nhà soạn nhạc khác, bao gồm cả Hans Werner Henze, người đã sử dụng lại bản nhạc làm nền tảng cho tác phẩm Il Vitalino raddoppiato sáng tác năm 1977. 
Bản chaconne này có sự khác biệt đôi chút so với nguyên mẫu, đó là các giai điệu biến thể âm trầm khuông nhạc dưới có đặc điểm chuỗi bốn âm giảm dần ở phần bè continuo (theo truyền thống, bè trầm continuo được kết hợp với một bản nhạc buồn và lặp lại, tại một thời điểm có thể nổi bật hơn trong các đoạn passacaglia), và phần bè của vĩ cầm thể hiện các giai điệu biến thể phức tạp dựa trên giai điệu chủ đề ban đầu. Ngoài ra, tác phẩm này còn có một số thay đổi bất thường trong khóa nhạc giữa các giai điệu biến thể, điều này thường không phổ biến ở các bản chaconne khác thời Baroque.
Một số ý kiến cho rằng căn cứ vào đặc điểm này và xem xét mối liên kết có sự khác biệt với những tác phẩm còn sót lại của Vitali đã cho thấy tác phẩm có thể là của một nhà soạn nhạc khác. Jascha Heifetz từng biểu diễn bản chaconne này trong buổi biểu diễn tại Mỹ đầu tiên của ông ở Khán phòng Carnegie vào năm 1917. Trong bốn thập kỷ tiếp theo, ông thường xuyên biểu diễn tác phẩm như là một phần trong các tiết mục hòa nhạc của mình.

## Bối cảnh
Bản thảo sớm nhất được biết đến của chaconne này là một bản chép tay có thể đã được chép lại vào đầu thế kỷ 18. Nhiều nguồn khác nhau đã xác định người sao chép bản thảo là Johann Jacob Lindner hoặc Johann Gottfried Grundig, cả hai đều làm việc tại cung đình Dresden. Hiện tại bản chép tay này được đặt tại Thư viện Bang Sachsen và Đại học Dresden.

### Sáng tác và xuất bản
Dòng chữ "Parte del Tomaso Vitalino" được viết trên trang đầu tiên của bản thảo tại Dresden. Tuy nhiên không có một nhạc sĩ nào được biết đến với cái tên Tomaso Vitalino mà thay vào đó, cái tên này được cho là nhắc tới Tomaso Antonio Vitali (1663–1745), một nhà soạn nhạc Baroque và nghệ sĩ vĩ cầm đến từ Modena, Ý. Ông là con trai của nhà soạn nhạc Giovanni Battista Vitali, được biết đến là người viết các bản sonata tam tấu cũng như những bản nhạc thính phòng khác. "Vitalino", chứa hậu tố "-ino" (giảm nhẹ), có thể là một tương quan bổ sung cho nghĩa Vitali "trẻ hơn", ám chỉ ông thay vì cha ông. Các ấn bản về sau của chaconne này đã tự chỉ định Vitali là người sáng tác, khiến cho tác phẩm được biết đến nhiều nhất trong số các sáng tác của Vitali.

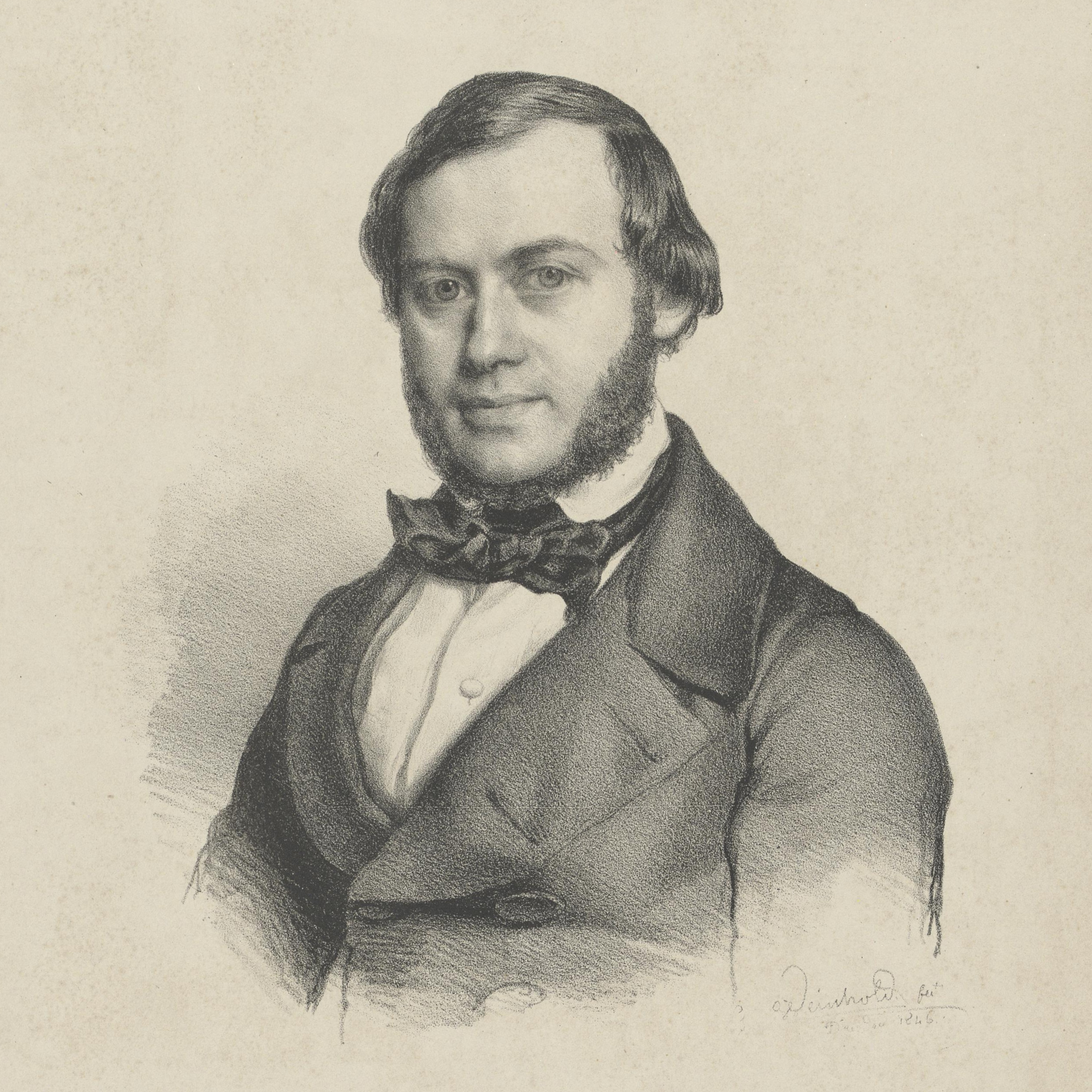
Chân dung Ferdinand David năm 1846 bởi Johann Georg Weinhold

Bản chaconne này được xuất bản lần đầu vào năm 1867 bởi nhạc sĩ người Đức Ferdinand David trong tập thứ hai của cuốn Die hohe Schule des Violinspiels, một bộ sưu tập các tác phẩm dành cho vĩ cầm của thế kỷ 18. David đã đặt tên cho sáng tác này là "Chaconne" và thay thế cho phần đệm của continuo bằng dương cầm. Ông cũng chỉnh sửa phần nhạc của vĩ cầm bằng những kỹ thuật khó như thêm quãng tám, double stop và có những thay đổi mạnh mẽ hơn về cường điệu. Các phiên bản chỉnh sửa khác của bản thảo tại Dresden được Bärenreiter xuất bản năm 1966 và bởi Casa Ricordi xuất bản năm 1978.
Các học giả âm nhạc đã tranh luận về việc ai là người sáng tác bản chaconne này. Năm 1964, nhà âm nhạc học người Đức Hermann Keller xuất bản một bài phân tích trên tạp chí Neue Zeitschrift für Musik, làm dấy lên nghi ngờ về việc liệu Vitali có phải người sáng tác hay không. Ông viết rằng mình đã tham khảo ý kiến của John G. Suess, người nhập danh mục tác phẩm Vitali trong Die Musik ở Geschichte und Gegenwart. Họ đưa ra giả thuyết rằng chaconne này thực chất chỉ là một trò lừa bịp âm nhạc do David sáng tác, và còn đem so sánh với những trò đùa tương tự của Fritz Kreisler. Keller gợi ý rằng David đã lấy khuôn mẫu bố cục từ chương chaconne trong tác phẩm Partita cung Rê thứ nổi tiếng của Johann Sebastian Bach dành cho vĩ cầm. Trong khi đó, những người khác lại đặt câu hỏi về tác phẩm gốc do có rất nhiều cách chuyển giọng, cũng như việc bản chaconne này không giống với các tác phẩm Baroque khác, cộng thêm sự khác biệt giữa chaconne này và các tác phẩm còn lại được biết đến của Vitali. Wolfgang Reich của tạp chí Die Musikforschung đã đề xuất thay đổi biệt hiệu của tác phẩm từ "Vitali Chaconne" thành "Dresden Chaconne". Tuy nhiên, Marc Pincherle cho rằng bản thảo tại Dresden là bằng chứng thuyết phục rằng tác phẩm được sáng tác vào giữa thế kỷ 18 chứ không phải bởi David.

### Các bản biên soạn khác

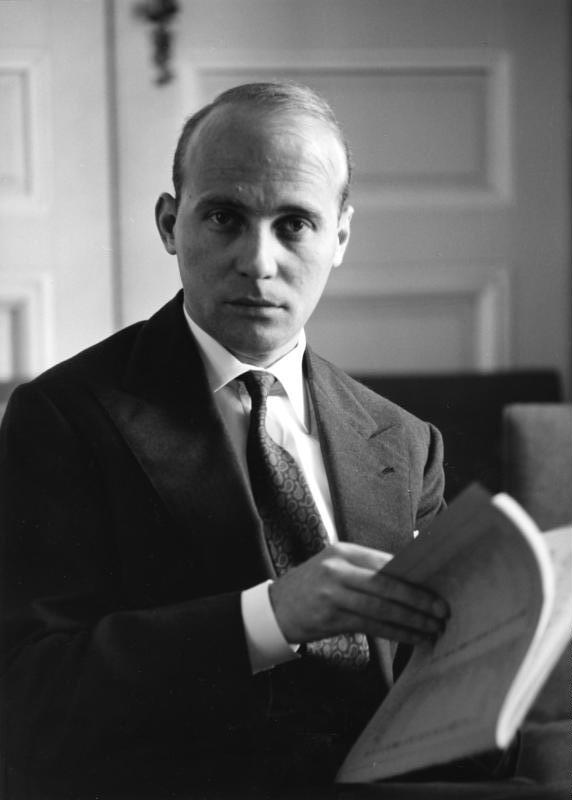
Hans Werner Henze, người sáng tác Il Vitalino raddoppiato

Nghệ sĩ vĩ cầm và giáo viên âm nhạc người Bỉ Léopold Charlier đã viết một bản phối lại của chaconne cho vĩ cầm và dương cầm, sau đó được công ty Breitkopf & Härtel xuất bản năm 1911. Ông đã thực hiện những chỉnh sửa đáng kể cho tác phẩm, bao gồm việc sắp xếp lại các biến thể, loại bỏ vài cái trong số đó và thêm nhiều âm tô điểm hơn nữa cho phần vĩ cầm. Sự biên soạn lại của Charlier đã được miêu tả như một phiên bản lãng mạn của chaconne, Robert Maxham của tạp chí Fanfare mô tả rằng đây là "một sự sắp đặt lãng mạn mang tính cá nhân cao", còn Paul Hume nhận xét rằng "một trong những trường hợp nổi tiếng trong việc tô điểm thừa thãi của âm nhạc". Tuy vậy, đây lại là bản biên soạn thường được trình diễn nhiều nhất trong các buổi hòa nhạc cũng như hầu hết các phiên bản của chaconne được chỉnh sửa sau đó, bao gồm cả các bản biên soạn của Leopold Auer, Zino Francescatti và Ottorino Respighi đều dựa trên biên soạn của Charlier.
Il Vitalino raddoppiato là một tác phẩm dành cho vĩ cầm và dàn nhạc thính phòng, được viết bởi nhà soạn nhạc người Đức Hans Werner Henze và xuất bản vào năm 1977. Đây là bản mở rộng dựa trên chaconne này, trình bày dưới dạng một giai điệu chủ đề và các giai điệu biến thể, còn được mệnh danh là "chaconne trong một chaconne". Tuy Il Vitalino raddoppiato bắt đầu theo phong cách tương tự như bản chaconne nguyên gốc, tác phẩm cũng kết hợp thêm nhiều âm thanh mang vẻ hiện đại và dày dặn hơn ở phần biến thể thứ ba từ dưới lên của bản nhạc, bao gồm cả phần hòa âm rời rạc và "cadenza gây ảo giác". Tác phẩm đã nhận được nhiều lời khen ngợi từ các nhà phê bình âm nhạc về phong cách và tính biểu diễn. Samuel Lipman đã giới thiệu bản nhạc như một ví dụ về sự "nghiêm túc và thậm chí sâu sắc" trong việc phân tích cấu trúc một tác phẩm cổ điển, còn Andrew Clements của tờ The Guardian thì mô tả bản nhạc là "đôi khi khắc nghiệt, đôi khi đẹp đến nhức nhối". Tuy nhiên John von Rhein trong một bài đánh giá cho Chicago Tribune đã nhận xét rằng thời lượng nửa giờ của tác phẩm "có vẻ [dài] quá mức".
Năm 1899, công ty Breitkopf & Härtel xuất bản một phiên bản khác của David dành cho vĩ cầm trầm và dương cầm, được biên soạn bởi Friedrich Hermann. Nghệ sĩ trung hồ cầm người Mỹ gốc Ý Luigi Silva sau đó cũng biên soạn lại chaconne cho trung hồ cầm và dương cầm. Màn trình diễn với bản biên soạn của ông tại một buổi biểu diễn năm 1959 đã được tờ The New York Times ca ngợi là đã "tôn thêm phẩm giá mới cho tác phẩm cũ".

## Âm nhạc
Một bản chaconne thường đặc trưng bởi tập hợp các giai điệu biến thể trên một tiến trình hòa âm lặp đi lặp lại, và thường sáng tác ở một giọng thứ và nhịp ba. Giống như nhiều bản chaconne thời kỳ đầu của Baroque, chaconne cung Sol thứ cũng có chuỗi bốn âm giảm dần, bắt đầu bằng một đoạn bốn nốt của âm giai Sol thứ. Bè trầm được lặp lại hơn 50 lần trong khi phần bè vĩ cầm ngày càng đi sâu vào các biến thể phức tạp dựa trên giai điệu chủ đề gốc. Mặc dù tác phẩm được sáng tác ở cung Sol thứ (2 nốt Si và Mi giáng ở hóa biểu), nhưng bản thảo ở Dresden chỉ bao gồm một dấu Si giáng trong hóa biểu, trong khi các nốt Mi giáng thì lại được chỉ định theo ý muốn, đây là một hiện tượng thường thấy trong các bản thảo âm nhạc từ thế kỷ 18. Phần vĩ cầm chuyển giọng đột ngột giữa các biến thể trong một số đoạn, không giống đặc trưng của chaconne từ thời Baroque.
Hình thức âm nhạc của chaconne có liên quan chặt chẽ với passacaglia, một hình thức âm nhạc khác thường được sử dụng trong thời kỳ Baroque. Một điệu passacaglia cũng bao gồm tập hợp các giai điệu biến thể có liên quan, nhưng các đoạn biến thể sẽ chia sẻ một giai điệu lặp lại trong dòng âm trầm, chứ không phải là một chuỗi các giai điệu hòa âm chung tất cả như chaconne. Trong khi bản chaconne cung Sol thứ bị gán mác "chaconne" từ lần xuất bản đầu tiên vào năm 1867, nhưng một số nhà âm nhạc học đã gợi ý rằng tác phẩm nên được mô tả là một "passacaglia" sẽ chính xác hơn là một chaconne, do sự lặp đi lặp lại của bè trầm trong bản nhạc.

## Các màn trình diễn đáng chú ý
—Paul Morris, tạp chí New York Herald, 28 tháng 10 năm 1917
Bản biên soạn của Charlier về chaconne là bản nhạc đầu tiên mà Jascha Heifetz trình diễn năm 1917 khi ra mắt công chúng Mỹ tại khán phòng Carnegie. Ngày hôm đó, ông trình diễn cùng với nghệ sĩ đàn organ Frank L. Sealey. Màn trình diễn của ông đã được các nhà phê bình âm nhạc khen ngợi: Pitts Sanborn nhận xét rằng Heifetz đã chơi chaconne một cách "ấn tượng, đẳng cấp", Paul Morris của tờ New York Herald thì gọi đây là "một màn trình diễn đầy sức sống". Heifetz sau đó đã tiếp tục biểu diễn chaconne cùng với các tác phẩm khác từ khi ra mắt trong suốt sự nghiệp của mình. Theo nhà âm nhạc học Dario Sarlo, ông đã biểu diễn bản chaconne 253 lần từ năm 1917 đến năm 1956, sau đó ông tập trung nhiều hơn vào âm nhạc thính phòng. Năm 1929, ông đã tổ chức 29 buổi biểu diễn, trong đó có 12 buổi trình diễn chaconne này. Năm 1950, Heifetz thu âm ấn bản của Charlier – Auer với nghệ sĩ đàn organ Richard Ellsasser. Tạp chí Fanfare mô tả bản thu âm có "kỹ thuật điêu luyện siêu việt và phong cách âm nhạc thanh cao bay bổng".
Các nghệ sĩ vĩ cầm đáng chú ý khác đã thu âm bản chaconne này là Sarah Chang, Nathan Milstein, David Oistrakh, và Henryk Szeryng.